# Microsaprinus
Microsaprinus (лат.) — род жуков-карапузиков из подсемейства Saprininae (Histeridae).

## Распространение
Страны бассейна Средиземного моря, Центральная Азия, Монголия. 

## Описание
Мелкие жуки-карапузики, желтовато-коричневые, тело овальной формы, сравнительно мелкие для всего подсемейства, длина менее 2 мм (от 1,40 до 2,00 мм). Лобная бороздка прерывистая, преапикальные ямки отсутствуют. Предположительно инквилины (найдены в норах грызунов, на цветах и в пустом бассейне). Впервые выделен советским и российским энтомологом Олегом Леонидовичем Крыжановским (1918—1997) в качестве подрода в составе рода Saprinus.

## Виды
Некоторые виды рода:
- Microsaprinus bonairii (Fairmaire, 1884)
- Microsaprinus gomyi Secq & Secq, 1995
- Microsaprinus pastoralis (Jacquelin-Duval, 1852)
- Microsaprinus therondianus (Dahlgren, 1973)